# The private memoirs and confessions of a justified sinner
The private memoirs and confessions of a justified sinner är en roman från 1824 av den skotske författaren James Hogg. Titeln betyder "en rättfärdig syndares privata memoarer och bekännelser". Handlingen utspelar sig i Skottland i början av 1700-talet och följer en radikal kalvinist, Robert Wringhim, som tror att han är predestinerad att komma till himlen, och därför är fri att begå allvarliga synder. Romanen är upplagd med en längre introduktion där en redaktör skildrar hela händelseförloppet betraktat utifrån. Efter det följer huvudpersonens memoarer där han själv återger sina upplevelser. Slutligen återkommer redaktören med fler detaljer i ett efterord.
Romanen fick ett begränsat erkännande när den först gavs ut. Den ansågs vulgär och rönte mindre uppmärksamhet än Hoggs dikter. Först i mitten av 1900-talet blev den en levande del av Skottlands litteratur. Den franske författaren André Gide skrev förordet till en brittisk nyutgåva 1947 och kallade boken för en av tidernas bästa skildringar av fanatism och storhetsvansinne. Boken är förlaga till den polska filmen Osobisty pamiętnik grzesznika från 1985 i regi av Wojciech Has.